# Diplomáciai mentességek és kiváltságok

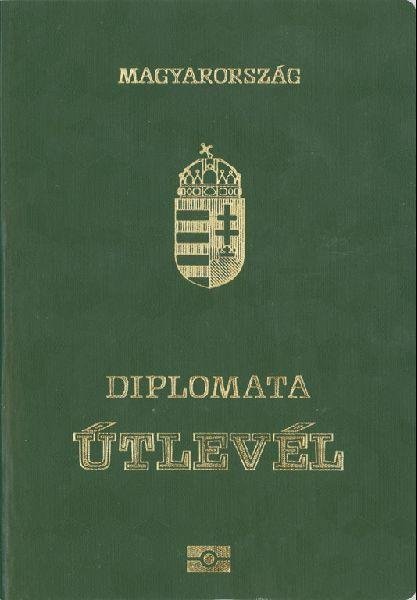
Magyar diplomata-útlevél (2006)

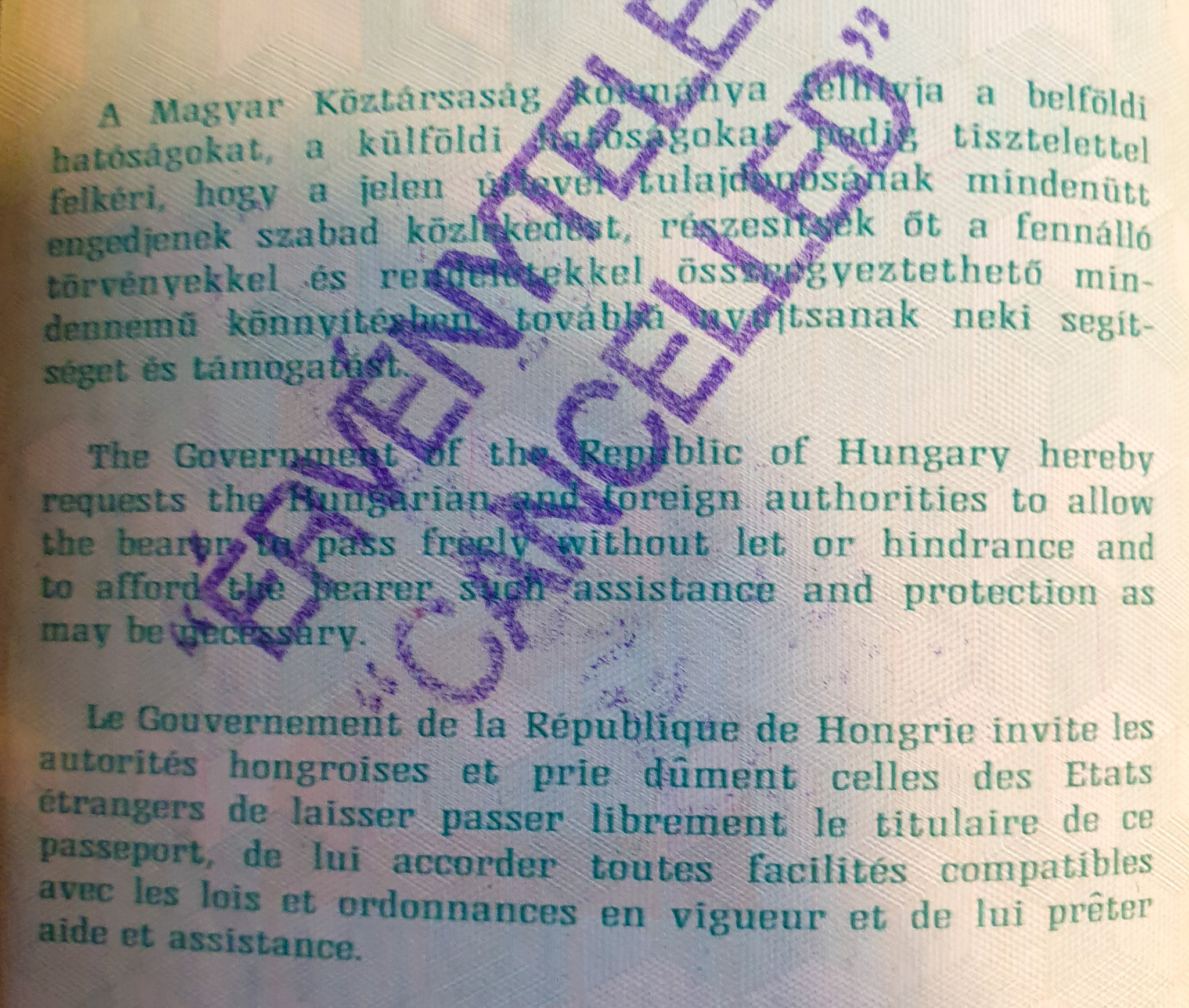
Magyar diplomata-útlevél szövege a 2. oldalán (2001)

A diplomáciai mentességek és kiváltságok (röviden diplomáciai immunitás) a diplomácia ősi nemzetközi jogi elve és gyakorlata, amely kivonja a diplomatákat a fogadó ország joghatósága alól annak érdekében, hogy az idegen állam területén, annak jogrendszerében élve is képesek legyenek feladataik ellátására. A diplomáciai mentességek és kiváltságok szabályait az 1961-ben elfogadott bécsi diplomáciai szerződés rögzíti.

## Szükségessége
Az államok függetlenségének és egyenjogúságának elve alapján egyetlen állam sincs egy másik joghatóságának alávetve. Ez vonatkozik az államok azon képviselőire is, akik egy másik állam területén hivatalos minőségben tartózkodnak, végzik munkájukat. Az államok külföldön dolgozó diplomatái csak akkor tudják ellátni feladataikat, ha nincsenek kitéve a fogadó állam szervei részéről kényszerítésnek, zaklatásnak vagy befolyásolásnak, azaz biztosítva van teljes függetlenségük a fogadó államtól. E szabályozás célja nem az, hogy egyes személyek előnyöket élvezzenek, hanem az, hogy a diplomáciai képviseletek eredményesen működhessenek. A diplomata a saját állama területén nem részesül diplomáciai mentességekben és kiváltságokban, de udvarias bánásmódra számíthat a hatóságoktól. A mai magyar diplomata-útlevél elején szereplő magyar, angol és francia nyelvű szöveg szerint a kormány 

„felhívja a belföldi hatóságokat, a külföldi hatóságokat pedig tisztelettel felkéri, hogy a jelen útlevél tulajdonosának mindenütt engedjenek szabad közlekedést, részesítsék őt a fennálló törvényekkel és rendeletekkel összeegyeztethető mindennemű könnyítésben, továbbá nyújtsanak neki segítséget és támogatást.”

## Története
Már az államok létrejötte előtt kialakult a törzsek, törzsszövetségek és azok elismert vezetői közötti érintkezés kezdetleges formája. Ennek a kapcsolatnak a nélkülözhetetlen eleme volt a hírvivők, a tárgyalásokra is felhatalmazott képviselők küldése például a vadászterületek elhatárolása témájában, vagy más kölcsönös érdeklődésre számot tartó ügyekben, de különösen a háborúskodások utáni békekötés céljából. Ahhoz, hogy ezek a képviselők eleget tudjanak tenni feladataiknak, feltétlen szükséges volt a szabad mozgásuk és személyes biztonságuk garantálása. Sérthetetlenségüket ezért sok esetben mítoszok, tabuk övezték.
Ez a gyakorlat az ókor és a középkor alatt tovább fejlődött, intézményesedett. Már a Biblia is rögzíti, hogy a héber követek bántalmazása súlyos sértést jelentett a küldő király és népe számára. A görög városállamok proxénoszai már törvényben rögzített kiváltságokkal (asylia) rendelkeztek: vagyonuk és személyük még akkor is védelem alatt állt, ha a két fél között háború tört ki. A fejlett római jogban már számos tételes rendelkezés szerepelt a követek sérthetetlenségéről, kiváltságaikról és mentességeikről.
Az ókori indiai Manu törvénykönyve szerint az uralkodó „sohase ölessen meg követet. Ha mégis megtenné, udvarával egyetemben pokolba jut. A követ – akár jó, akár rossz – mások ügyét képviseli, és ezért ő maga sohasem érdemelhet halált”.
A követek biztonságát óvó szabályok legfőbb garanciája a kölcsönösség volt. Ekkoriban azonban a követjárás legtöbbször még egyedi esemény volt, általában nem járt közvetlen, egyidejű viszonzással. Ezért nem egyszer előfordult, hogy a kapcsolatok fejlesztésében nem érdekelt, amúgy is háborúra készülő fogadó fél megsértette a követek immunitását, akár egyszerűen le is mészárolta őket, különösen abban az esetben, ha számára nem elfogadható hírt hoztak.
A diplomáciai mentességek és kiváltságok nemzetközi szokásai évszázadokon át fejlődtek, alakultak, és változatos formákat vettek fel a különböző országok gyakorlatában. Ezeket az eltérő megoldásokat egységesítette a 20. század derekán, sok éves nemzetközi jogi előkészítő munka után, az 1961-ben elfogadott bécsi szerződés a diplomáciai kapcsolatokról.

### Területenkívüliség
A diplomaták különleges jogi helyzetét a korábbi, a bécsi egyezmény előtti felfogás a „területenkívüliség” fogalmával jelölte meg, mintha a diplomáciai képviselet épülete és a diplomata nem lennének a fogadó állam területén. A mentességek és kiváltságok korszerű felfogása eltekint a területenkívüliség fikciójától, és abból indul ki, hogy előbbiekre a diplomata feladatának ellátásához van szükség.

## Modern tartalma
A bécsi szerződés nagy részletességgel szabályozza a diplomáciai képviseletek és személyzetük mentességeit és kiváltságait. Nem hozott alapvetően új rendelkezéseket, csak összecsiszolta és általánosan elfogadottá emelte az addig is meglévő nemzetközi szokásjogot és az egyes országok törvényeit, mint például Magyarországon az 1937 : XVIII. tv., Nagy-Britanniában az 1708. évi, Anna brit királynő idején hozott törvény, a Szovjetunióban a Népbiztosok Tanácsának 1927. január 14-én kiadott rendelete.
A bécsi szerződés rendelkezései a nemzetközi jog értelmében közvetlenül érvényesek, nem szükséges hozzájuk belső törvény, illetve ha mégis van ilyen, az nem szűkítheti a nemzetközi jog alapján fennálló mentességet.

### A diplomáciai mentességek és kiváltságok által megilletett személyek köre
Államuk képviselete során a következő beosztású személyeket illetik meg a diplomáciai mentességek és kiváltságok:
- külföldi államfők és hivatalos kíséretük
- külföldi diplomáciai képviseletek vezetői, diplomatái, valamint – korlátozásokkal – külföldi adminisztratív és technikai személyzetük, illetve mindezek családtagjai
- különleges megbízatású ideiglenes diplomáciai képviselők, kongresszusokon, konferenciákon részt vevő hivatalos delegációk tagjai
- ideiglenes állami politikai delegációk vezetői és tagjai
- diplomáciai futárok
- bizonyos nemzetközi szervezetek tisztviselői és alkalmazottai, az e szervezetekre vonatkozó, a fogadó állammal kötött székhelyegyezmény(wd) alapján.

### A mentességek és kiváltságok közötti különbségek
A mentességek azok a feltételek, amelyekre feltétlenül szükség van a diplomata munkájához, a kiváltságok pedig a fogadó állam tiszteletét fejezik ki a küldő állam iránt és megkönnyítik, előmozdítják a képviselet és tagjainak tevékenységét.

#### A diplomáciai képviselet helyiségeivel kapcsolatos mentességek
A fogadó állam elősegíteni tartozik, hogy a külképviselet céljainak megfelelő helyiséghez jusson. A külképviselet helyiségei sérthetetlenek, oda a fogadó ország hatóságai csak a képviselet vezetőjének engedélyével léphetnek be. A fogadó állam köteles megakadályozni a képviselet megtámadását. A képviselet helyiségei adó- és illetékmentesek, kivéve a közüzemi díjakat. A külképviselet irattára, bárhol legyen is az elhelyezve, sérthetetlen.

#### A külképviselet tagjaival kapcsolatos mentességek
A fogadó állam szabad mozgást köteles biztosítani egész területén a külképviselet tagjainak, kivéve az állambiztonsági okból zárt területeket. A külképviselet tagjai szabadon érintkezhetnek kormányukkal, beleértve a diplomáciai futár és a rejtjelzés igénybevételét is.
A diplomáciai személy nincs alávetve a fogadó állam büntető, polgári jogi vagy igazgatási joghatóságának, kivéve, ha a fogadó állam területén birtokolt ingatlana, vagy az ott a hivatalos funkcióján kívül végzett szakmai vagy üzleti tevékenysége miatt indul eljárás. Tanúskodni sem köteles. Nem mentes ugyanakkor a saját állama joghatósága alól.
A diplomáciai személyek teljes adó- és illetékmentességet élveznek, kivéve a fogyasztási adókat, valamint vámmentességet a saját használatára szolgáló tárgyak után.

#### A diplomáciai képviseletek és a diplomaták kötelezettségei
A diplomáciai képviseletek és tagjaik kötelesek tiszteletben tartani a fogadó állam törvényeit, nem avatkozhatnak azok belügyeibe, és nem használhatják képviseleteiket a nemzetközi joggal  ellentétes célokra.

#### Harmadik államok
A küldő és a fogadó államokon kívüli harmadik államok a területükön átutazó diplomaták illetve küldeményeik számára ugyancsak kötelesek biztosítani mindazon szabadságot és védelmet, amit a fogadó államok kötelesek nyújtani.